# مرگ سلولی
مرگ سلولی یا مرگ یاخته (انگلیسی: Cell death) پیشامدی است که در آن، یک سلول از کارکرد خود بازمی‌ایستد. این پدیده می‌تواند بر اثر فرایند طبیعی مرگ سلول و جایگزینی سلول‌های نو یا به سبب بیماری، زخم یا مرگ جاندار باشد.

## گونه‌های مرگ سلول

ورارسانی پیام در خزان سلول‌ای

- مرگ سلول ممکن است به‌طور طبیعی رخ دهد که به آن مرگ برنامه‌ریزی شده سلول گفته می‌شود[۳] و بر چند قسم است:
  - خزان سلول‌ای (به انگلیسی: Apoptosis)، که روندی فیزیولوژیک و زیستی برای نمو فعّال و طبیعی و همچنین حفظ هم‌ایستایی می‌باشد. در مواردی که زنده ماندن یک سلول، موجودیّت موجود زنده را به خطر بیندازد، سلول با مرگ برنامه‌ریزی شده، خودکشی می‌کند. زمانی که سلول تحت تأثیر عوامل مختلف محیطی یا حتی درونی همانند پرتوهای یونیزه‌کننده، داروهای سیتوتوکسیک (در درمان سرطان‌ها) هایپرترمیا، هورمون‌های گلوکوکورتیکوئیدی و .. قرار می‌گیرد درونمایهٔ آن از جمله دی‌ان‌ای، دستخوش تغییراتی می‌شوند که در صورت ادامهٔ حیات آن منجر به ناهنجاری‌هایی شدیدی از جمله سرطانی شدن سلول می‌شوند. عوامل دیگری نظیر برخی باکتری‌های بیماریزای داخل سلولی مانند سالمونلا، شیگلا، لیستریا، لژیونلا و … نیز در هنگام عفونت‌زایی خود با تغییر، در برخی مسیرهای متابولیکی و زیست‌شیمیایی داخل سلولی می‌توانند، در هدایت سلول به سمت این نوع خاص از مرگ مؤثر باشند.
  - خویش‌خواری (انگلیسی: Autophagy)، که در آن با یک سازوکار طبیعی، اعضای ازکارافتاده یا غیرضروری سلول از آن جدا شده یا هضم می‌گردند.[۴] مکانیسم مرگ برنامه‌ریزی‌شده سلولی در سلول‌های گیاهی نیز همین است.
  - مرگ سلولی بر اثر فعالیت القاشده ((به انگلیسی: AICD (activation-induced cell death))) که با برهم‌کنش لیگاندهای FAS و گیرنده‌های FAS به مرگ سلول منتهی می‌گردد.
- نکروز (به انگلیسی: Necrosis) فرایند غیر فیزیولوژیک مرگ سلول بر اثر عفونت یا ضربه است.[۵]
- رنج میتوزی (به انگلیسی: Mitotic catastrophe) نوعی مرگ سلول‌ای است که بر اثر ورود نامناسب یا نابهنگام سلول به تقسیم سلولی میتوز صورت می‌پذیرد. پرتودرمانی با پرتو یونیزان و برخی از دیگر روش‌های درمان سرطان، با این سازوکار مرگ سلول‌ای، سلول‌های سرطانی را از بین می‌برند.[۶]
- اونکوز (به انگلیسی: Oncosis) که مرگ سلول بر اثر صدمهٔ مکانیکی، جرح یا زخم یا نرسیدن خون و مواد مغذی به سلول است.[۷]
- مرگ سلول‌ای ایمنی‌زاد (به انگلیسی: Immunogenic cell death)، که در آن سلول به دلیل در معرض قرار گرفتن عوامل سیتواستاتیک مانند درمان فوتودینامیک، پرتودرمانی، اگزالی‌پلاتین و ... می‌میرد.[۸]

مکانیسم‌های دیگری چون انویکیز (شبیه اپوپتوز)، فساد والرین، مسمومیت سلولی و مرگ سلولی وابسته به آهن برای مرگ سلول‌ها وجود دارند.